# Cerapachys conservatus
Cerapachys conservatus é uma espécie de formiga do gênero Cerapachys.